# Handelend voorwerp
Het handelend voorwerp is bij de grammaticale zinsontleding in een lijdende zin een bepaling die aangeeft wie de daarin beschreven handeling verricht.
Het handelend voorwerp heeft in het Nederlands de vorm van het voorzetsel door gevolgd door een persoonlijk voornaamwoord of een zelfstandig naamwoord. Het wordt daarom ook wel bepaling van de handelende persoon of  passieve door-bepaling genoemd.

## Lijdend en bedrijvend
Een handelend voorwerp komt dus uitsluitend in een lijdende zin voor. Het is de tegenhanger van het onderwerp in een bedrijvende zin. In de volgende voorbeelden zijn het onderwerp in de bedrijvende zin en het handelend voorwerp in de lijdende zin cursief getypt. De gekozen werkwoordstijden zijn tamelijk willekeurig: voor iedere denkbare tijd is zo'n stel mogelijk:
| tijd                        | bedrijvend (activum) | lijdend (passivum) |
| --------------------------- | --- | --- |
| o.t.t. o.v.t. v.t.t. v.v.t. | Hij neemt mijn opmerking niet serieus. De minister president bracht een bezoek aan het staatshoofd. Marie heeft het carnavalslied geschreven. Wij hadden het voorstel allang van de hand gewezen. | Mijn opmerking wordt door hem niet serieus genomen. Door de minister president werd een bezoek aan het staatshoofd gebracht. Het carnavalslied is door Marie geschreven. Het voorstel was door ons allang van de hand gewezen. |

### Transformaties: onderwerp wordt handelend voorwerp
Het verband tussen een bedrijvende en een lijdende zin is aan strikte regels gebonden. Van een bedrijvende zin kan de taalgebruiker een lijdende maken door een aantal transformaties, of instructies, toe te passen. Bij de volgende stappen levert de laatste een handelend voorwerp op:
- 1. Bepaal het lijdend voorwerp uit de bedrijvende zin, en maak daarvan het onderwerp in de lijdende zin. (In de eerste zin: "mijn opmerking".)
- 2. Bepaal de tijd van het gezegde.
  - 2.a. Is het onvoltooid ("neemt"), zet dat gezegde dan om in een vorm van "worden" plus het voltooid deelwoord ("wordt genomen") in de lijdende zin.
  - 2.b. Is het voltooid ("heeft geschreven"), zet dat gezegde dan om in een vorm van "zijn" plus het voltooid deelwoord ("is geschreven") in de lijdende zin.
- 3. Bepaal het onderwerp uit de bedrijvende zin ("hij"), en maak daarvan een handelend voorwerp met door in de lijdende zin ("door hem").

Dit is theoretisch. In de praktijk zal geen taalgebruiker deze stappen een voor een doorlópen, zeker niet bewust. Ze zijn slechts een model van wat er gebeurt.

### Degradatie
Een onderwerp van de zin is een belangrijker zinsdeel dan een door-bepaling. De derde stap houdt dan ook een degradatie in: de zaak die door het onderwerp wordt uitgedrukt, verliest aan belang in een lijdende zin, doordat hij nu met een door-bepaling wordt weergegeven.
De derde stap kan zelfs worden overgeslagen; het oorspronkelijke onderwerp wordt zo onbelangrijk geacht, dat het in de lijdende zin in het geheel niet meer voorkomt:
Mijn opmerking wordt niet serieus genomen.
Door wie, dat doet er hier niet meer toe.

## Andere bijwoordelijke bepalingen metdoor
In sommige lijdende zinnen komt een andere door-bepaling voor. Zij geeft geen handelend voorwerp aan, maar een bijwoordelijke bepaling. In de zin:
Haar hoed werd door de vreemde vorm ervan tot kunstwerk verheven.
is die vreemde vorm geen handelende instantie.
Ook hier hebben we weliswaar een lijdende zin (werd verheven), maar de woordgroep met door geeft een oorzaak aan. Dit is een bepaling van causaliteit. Het is niet de vreemde vorm die verheft, het is de vreemde vorm die aanleiding geeft tot de verheffing. In dit geval kunnen we vaak onderscheid maken tussen oorzaak (met door) en reden (met om: dan wordt gedacht aan de overwegingen die, al dan niet bewust, ten grondslag lagen aan de verheffing).

### Homonieme zinnen
Een lijdende zin kan dus twee soorten bepalingen met door bevatten. In sommige zinnen zijn twee interpretaties mogelijk: de door-groep kan een bepaling van causaliteit zijn, maar ook een handelend voorwerp.
Er zijn door die vrouw heel wat reputaties beschadigd.
kan betekenen:
- "Die vrouw heeft heel wat reputaties beschadigd." (Door die vrouw is dan handelend voorwerp.)
- "Er zijn omwille van/vanwege die vrouw heel wat reputaties beschadigd." Mannen raakten wellicht verblind en dachten niet meer aan hun goede naam. (Door die vrouw is dan bepaling van causaliteit.)

Hier hebben we dus twee zinnen, weliswaar met één vorm maar met twee verschillende betekenissen: dit paar zinnen is homoniem.